# مونت کلیر، ویکتوریا
مونت کلیر (به انگلیسی: Mount Clear) یک حومه شهر در استرالیا است که در ویکتوریا (استرالیا) واقع شده‌است.